# Es war einmal Indianerland
Es war einmal Indianerland ist ein deutscher Coming-of-Age-Film von İlker Çatak aus dem Jahr 2017. Der Film basiert auf dem gleichnamigen Roman von Nils Mohl, der gemeinsam mit Max Reinhold auch das Drehbuch verfasste.

## Handlung
Der 17-jährige Mauser ist angehender Boxer und wohnt mit seinem Vater Zöllner und seiner Stiefmutter Laura in einer Hochhaussiedlung in einem Vorort von Hamburg. Auf einer illegalen Rave-Party verliebt er sich in Jackie, die aus einem reichen Viertel der Stadt stammt. Gleichzeitig hat es jedoch die 21-jährige Süßigkeitenverkäuferin Edda auf ihn abgesehen. Als hätte Mauser so schon nicht genug um die Ohren, ermordet sein Vater plötzlich seine Stiefmutter und steht bei ihm, um nach Rat zu fragen.

## Produktion
Die Dreharbeiten liefen vom 6. Juli bis zum 19. August 2016 in Hamburg. Dabei verfilmte der Regisseur İlker Çatak, für den Es war einmal Indianerland sein Spielfilmdebüt darstellt, das Drehbuch von Nils Mohl und Max Reinhold. Die Grundlage, der gleichnamige Roman von Mohl, war bereits 2013 zu einem Theaterstück adaptiert worden. Zu seiner Motivation für das Projekt meinte Regisseur Çatak:

„Ich habe diesen Film auch deshalb angepackt, weil es ein ungewöhnlicher und ziemlich verrückter Stoff ist. So etwas ist sehr rar. Dieser Film muss werden wie ein wilder Trip. Damit meine ich nicht nur die physische Reise, sondern auch die psychedelische. Die sollte man auch nicht kontrollieren wollen.“

Der Film kam am 19. Oktober 2017 in die Kinos.

## Kritik
Der Film erhielt von Kritikern positive Bewertungen. Britta Schmeis von epd Film meinte in ihrem Fazit: „Schriller Musikclip, träumerisches Märchen, Roadmovie und Coming-of-Age-Geschichte – mit seiner Verfilmung des Romans von Nils Mohl schafft Ilker Çatak ein ganz eigenes Genre.“
Thomas Vorwerk von Filmstarts vergab drei von fünf Sternen und ordnete den Film „irgendwo zwischen Tarantino und Trainspotting“ ein.